# Weston (Virgínia Ocidental)
Weston é uma cidade localizada no estado norte-americano de Virgínia Ocidental, no Condado de Lewis.

## Demografia
Segundo o censo norte-americano de 2000, a sua população era de 4317 habitantes.
Em 2006, foi estimada uma população de 4222, um decréscimo de 95 (-2.2%).

## Geografia
De acordo com o United States Census Bureau tem uma área de
4,4 km², dos quais 4,4 km² cobertos por terra e 0,0 km² cobertos por água. Weston localiza-se a aproximadamente 319 m acima do nível do mar.

## Localidades na vizinhança
O diagrama seguinte representa as localidades num raio de 28 km ao redor de Weston.